# 多哥蘭戰役
多哥蘭戰役是第一次世界大戰非洲戰場的一部分，在德國殖民地多哥蘭發生。英國和法國組成的協約國聯軍在1914年8月進攻多哥蘭，在只有零星抵抗下佔領全境，成為第一塊被協約國佔領的德國殖民地。多哥蘭隨後被英、法瓜分為英屬多哥蘭和法屬多哥蘭，並分別成為國際聯盟托管地。